# IC 215
IC 215 је спирална галаксија у сазвјежђу Кит која се налази на листи објеката дубоког неба у Индекс каталогу.
Деклинација објекта је - 6° 48' 22" а ректасцензија 2h 14m 9,3s. Привидна величина (магнитуда) објекта IC 215 износи 14,8 а фотографска магнитуда 15,6. IC 215 је још познат и под ознакама MCG -1-6-76, IRAS 02116-0702, PGC 8566.